# Список прапороносців Албанії на Олімпійських іграх
Це список прапороносців, які представляли Албанію на Олімпійських іграх .
Прапороносці несуть національний прапор своєї країни на церемонії відкриття Олімпійських ігор.
| №  | Рік, місце           | сезон | Спортсмен      | Вид спорту          |
| -- | -------------------- | ----- | -------------- | ------------------- |
| 1  | 1972, Мюнхен         | літо  | Афердіта Туша  | Стрільба            |
| 2  | 1992 року, Барселона | літо  | Крісто Робо    | Стрільба            |
| 3  | 1996 року, Атланта   | літо  | Мірела Маніяні | Легка атлетика      |
| 4  | 2000, Сідней         | літо  | Ілірджан Сулі  | Важка атлетика      |
| 5  | 2004, Афіни          | літо  | Клодіана Шала  | Легка атлетика      |
| 6  | 2006, Турин          | зима  | Ерйон Тола     | Гірськолижний спорт |
| 7  | 2008, Пекін          | літо  | Сагіт Прізрені | Боротьба            |
| 8  | 2010, Ванкувер       | зима  | Ерйон Тола     | Гірськолижний спорт |
| 9  | 2012, Лондон         | літо  | Ромела Бігай   | Важка атлетика      |
| 10 | 2014 року, Сочі      | зима  | Ерйон Тола     | Гірськолижний спорт |
| 11 | 2016, Ріо-де-Жанейро | літо  | Луїза Гега     | Легка атлетика      |